# 神探馬如龍
《神探馬如龍》是一部1991年上映的香港電影，導演陳嘉上。

## 故事大綱
馬如龍（鄭丹瑞飾）為重案組督察，為人多口及不思進取。一天他目睹一小偷正欲向一美女下手，他把小偷嚇退，發覺美女原來是自己暗戀多年之Julia（關之琳飾），二人一同趕赴同學聚會。宴會間遇上舊同學馬友友，友為Julia的上司。友回家，不幸被Peter所殺。重案組上司鮑魚刷委派龍當臥底，擔任友生前之職位。龍做臥底後，地位及人工提升。Julia對龍也產生好感。此時，龍的女友譚蘭卿（利智飾）已開始察覺龍有點不妥。未幾，Julia領龍見地產商鄧國翹（劉松仁飾），期間發生另一兇殺案。龍後發覺原來鄧是幕後主持，但龍、Julia及卿已成鄧的棋子。而此時另一探員石津也把握證據，有待時機把鄧繩之於法......

## 演員
- 鄭丹瑞 飾 馬如龍
- 關之琳 飾 Julia
- 劉松仁 飾 鄧國翹
- 李子雄 飾 石  津
- 利　智 飾 譚蘭卿
- 曾　江 飾 鮑魚刷
- 黎彼得 飾 Peter 仔
- 梁家輝 飾 馬友友
- 馮意清 飾 YC 馮
- 陳慧儀 飾 馬如鳳
- 苑瓊丹 飾 艾曼妞
- 劉錫賢 飾 肥婆蘭
- 李莉莉

## 外部連結
- 豆瓣电影上《神探馬如龍》的資料 （简体中文）
- 时光网上《神探馬如龍》的資料（简体中文）
- 爛番茄上《神探馬如龍》的資料（英文）
- 香港影庫上《神探馬如龍》的資料（繁體中文）
- 互联网电影数据库（IMDb）上《神探馬如龍》的资料（英文）